# Monasterio de Nekresi
El monasterio Nekresi (en georgiano: ნეკრესის მონასტერი) es un monasterio ortodoxo georgiano en la región georgiana oriental de Kajetia, fundado en el siglo VI. Construido en una de las estribaciones más orientales de la cresta del Gran Cáucaso, el monasterio es parte del sitio histórico más grande de Nekresi, que fue una floreciente ciudad de la Antigüedad tardía. En la tradición literaria georgiana medieval, los comienzos del monacato en Nekresi están asociados con el monje Abibos del siglo VI, conocido por hacer proselitismo cristiano y combatir el zoroastrismo. El monasterio fue cerrado poco después de que el Imperio Ruso tomara posesión de la iglesia georgiana en 1811. Después de una pausa de casi dos siglos, el monasterio volvió a funcionar en 2000.
El monasterio de Nekresi esta en la cima de colina boscosa conocida como Nazvrevi Gora en la parte oriental del sitio de Nekresi, a unos 3.7 km al este en línea recta de la aldea moderna de Shilda, municipio de Kvareli. Es un complejo de edificios, que incluye la basílica de tres iglesias del Tránsito de María, un mausoleo, ambos fechados en el siglo VI, una iglesia de planta central del Arcángel Miguel construida en el siglo VIII o IX, y un palacio episcopal del siglo IX, así como un refectorio del siglo XII, una torre defensiva del siglo XVI, y restos de almacenes y otras estructuras accesorias. El complejo está inscrito en la lista de Monumentos Culturales Inmuebles de Importancia Nacional de Georgia.

## Historia

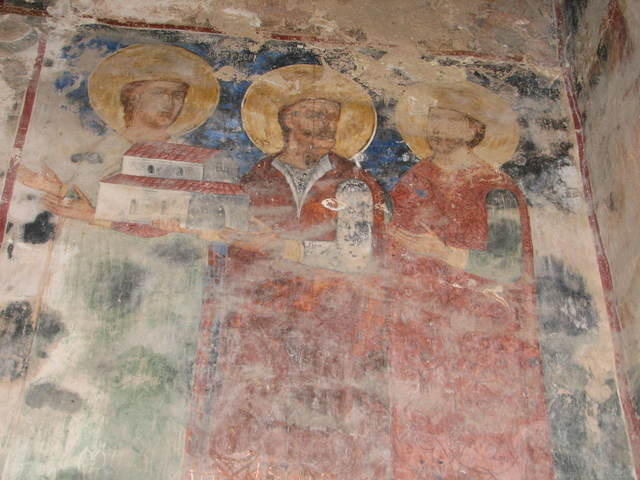
El rey León de Kajetia, flanqueado por su esposa Tinatin y su hijo Alexander, en un fresco del de la iglesia de Nekresi del Tránsito de María.

El monasterio de Nekresi fue fundado en el siglo VI; la opinión de que la primera iglesia del complejo se construyó en el lugar de un santuario zoroastriano en el siglo IV ha sido refutada por las excavaciones arqueológicas, que no encontraron evidencia de ocupación alguna en la colina antes del siglo VI. Ese período vio un aumento en el monaquismo en el este de Georgia, popularizado por los Trece Padres Asirios, un grupo de monjes a quienes la tradición literaria medieval georgiana atribuye la fundación de varios monasterios en todo el país. Uno de estos hombres, San Abibos, con sede en Nekresi, predicó el cristianismo entre los montañeses al este del río Aragvi y luchó contra las influencias zoroástricas, en una ocasión apagando una llama sagrada con su orina, hasta que fue capturado y ejecutado.
Aunque gran parte de la historia medieval de Nekresi no está documentada por registros y evidencia escrita, la arqueología y el análisis arquitectónico dan testimonio de una extensa actividad de construcción en el complejo del monasterio en el siglo IX, incluso cuando la ciudad de Nekresi estaba en declive. El monasterio, además, funcionó como la sede de un obispo georgiano, titulado como Nekreseli. San Abibos es considerado tradicionalmente como el primer obispo de Nekresi; ningún otro obispo local es conocido por su nombre hasta c. 1556
. Se fortalecieron las estructuras defensivas del complejo durante los reinados relativamente estables de los reyes de Kajetia, León (1518-1574) y Alejandro II (1574-1605).
Los disturbios posteriores y las incesantes incursiones de saqueo de las tribus vecinas de Daguestán obligaron al obispo a trasladar su sede del monasterio a la relativa seguridad de la iglesia de la Madre de Dios en el pueblo cercano de Shilda en 1785. Poco después de que el imperio ruso se hiciera cargo de la iglesia georgiana en 1811, se abolió la diócesis de Nekresi, seguida de la disolución del propio convento. Ambos fueron restaurados en la Georgia moderna después de la caída de la Unión Soviética: el antiguo obispado fue reconstituido como la Eparquía de Nekresi dentro de la Iglesia Ortodoxa de Georgia en 1995 y el monasterio fue repoblado por monjes en 2000. De 2008 a 2010, el todo el complejo se sometió a una exploración arqueológica sistemática y una renovación sustancial.

## Diseño

### Mausoleo
El mausoleo es la estructura más antigua existente en el complejo del monasterio de Nekresi, con un área de cuatro metros cuadrados. Se creía que era una proto-basílica construida en el lugar de un antiguo templo de Zoroastriano a fines del siglo IV y, por lo tanto, una de las iglesias cristianas más antiguas de Georgia, esta teoría fue refutada por el estudio arqueológico de 2008-2009 que no encontró evidencia de ocupación precristiana en el sitio y la estructura se volvió a fechar en el siglo VI. La capilla es una cámara con un santuario en miniatura en forma de herradura en el este. Tiene entradas en los lados norte, sur y este y está abierto a los elementos en todos los lados. La estructura tiene una cripta abovedada debajo del piso principal que se utilizó para entierros, lo que sugiere que el edificio fue construido como un mausoleo.

### Iglesia del Tránsito de María

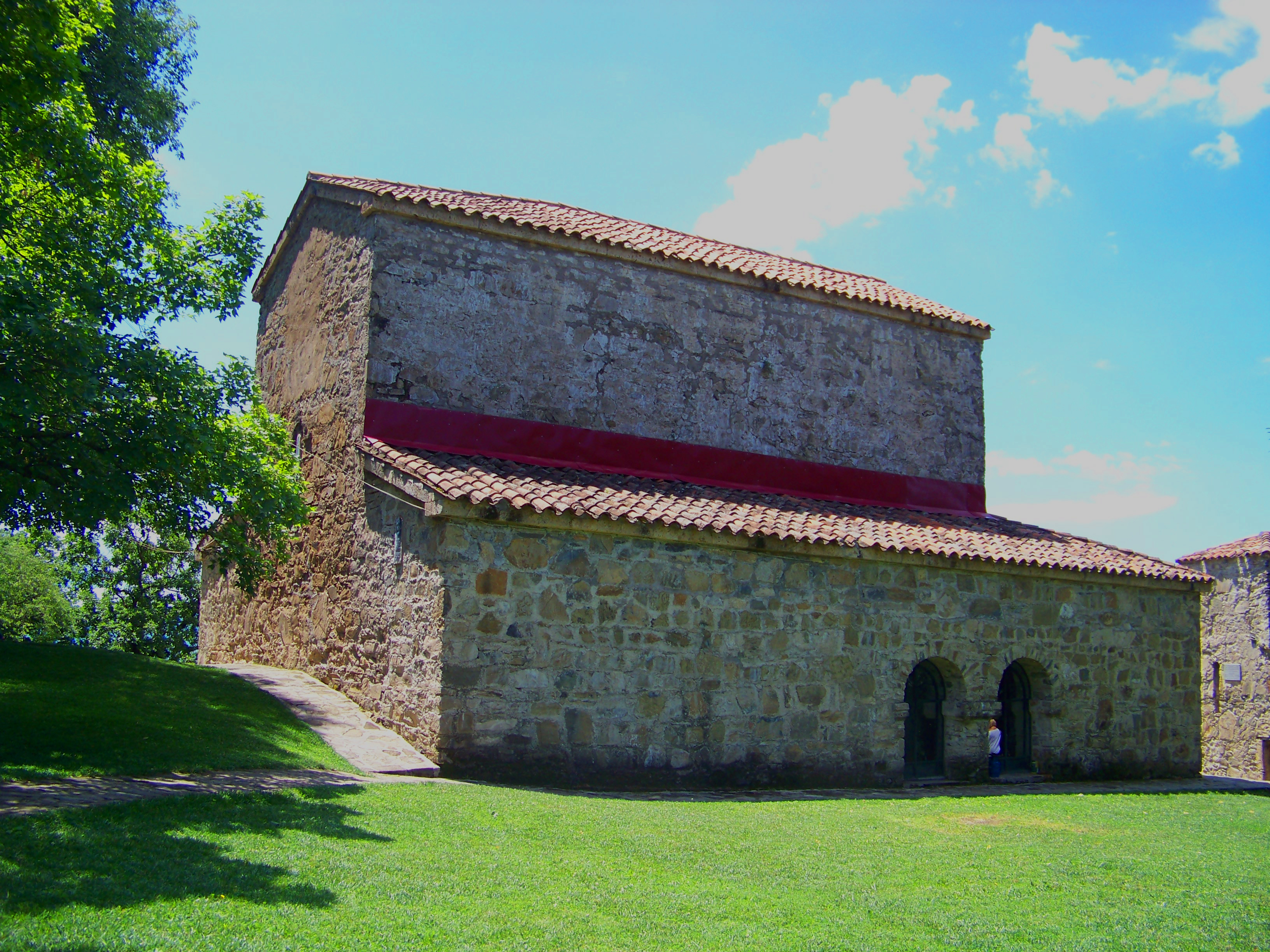
Fachada sur de la Iglesia del Tránsito de María.

La iglesia del Tránsito de la Madre de Dios, situada al sur de la capilla mortuoria, data del siglo VI o VII. Está construida con escombros y mide 17,2 por 12,7 metros. Pertenece a un tipo de iglesia conocida en Georgia como basílica de tres iglesias, en la que la nave central y las dos naves laterales están separadas por sólidos muros. En la iglesia de Nekresi, el nártex del lado oeste se abre a las tres naves laterales. La nave central termina en un profundo ábside del santuario en el este, que está flanqueado por el pastoforio rectangular a ambos lados. Las naves laterales también terminan en ábsides. La nave lateral norte se comunica con la nave central a través de una puerta, pero la puerta correspondiente a las laterales sur parece haber sido tapiada hace siglos, ya que los frescos del siglo XVI cubren ahora esa zona. Las naves norte y sur están abiertas al exterior con dos arcos.
El interior de la iglesia está adornado con frescos encargados por el rey León de Kajetia a mediados del siglo XVI. El rey, con su familia, está representado en la parte occidental del muro sur. Las pinturas tienen una influencia del arte bizantino tardío.

### Iglesia del Arcángel

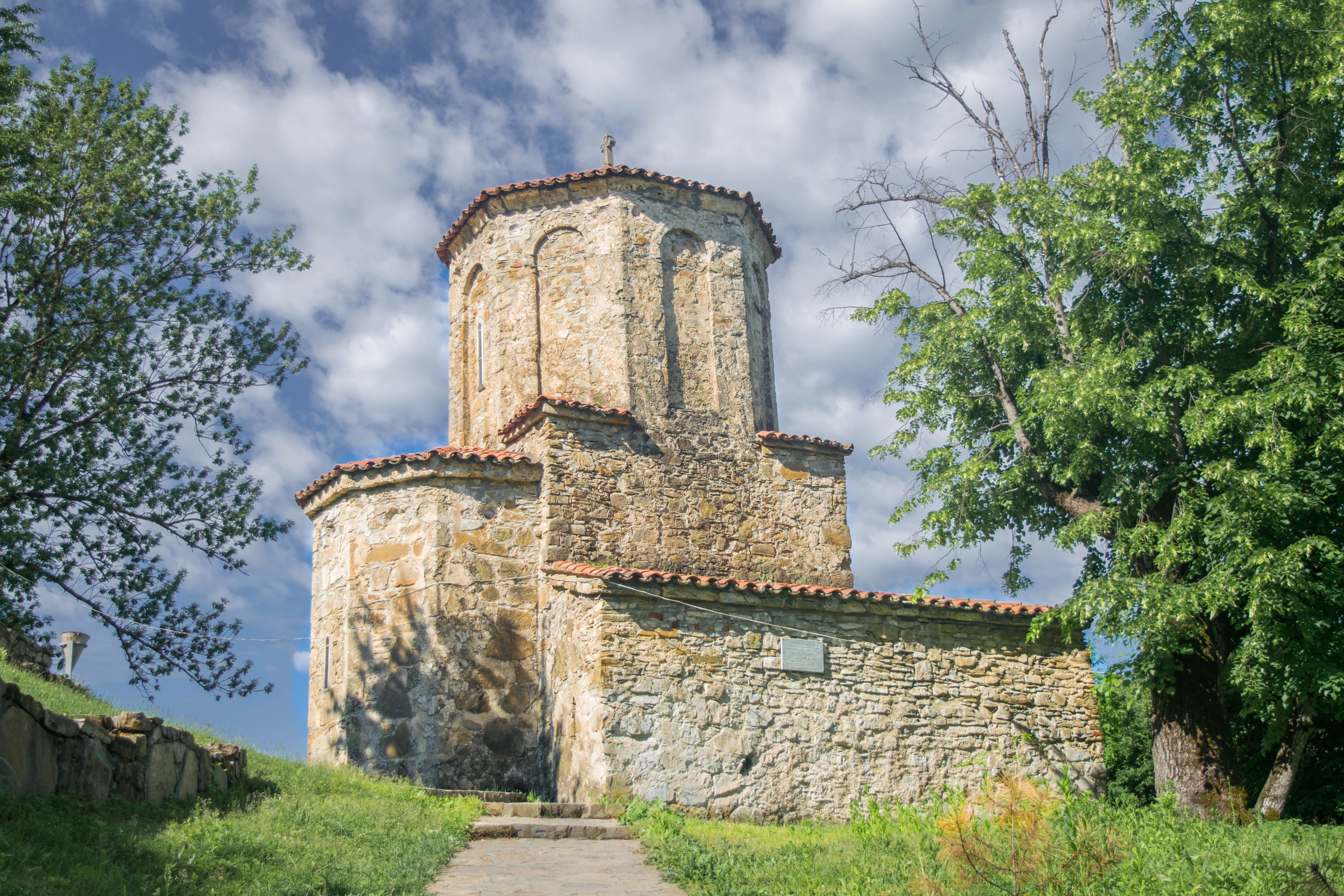
Iglesia del Arcángel.

La iglesia del Arcángel es un edificio de los siglos VIII y IX situado en la parte suroeste del complejo del monasterio de Nekresi. Construida con escombros con el uso adicional de losas de piedra caliza, es una iglesia de planeación central, con características de una basílica abovedada de tres iglesias. Tiene dos naves laterales con ábside al norte y al sur de la nave central. Este último termina en un ábside del santuario pentagonal que está perforado por una sola ventana. Una ventana en el pasillo norte está sellada. La nave sur y el nártex en el oeste están abiertos al exterior a través de arcadas de dos arcos. La transición del cuadrado central al círculo de la cúpula se efectúa mediante dos trompas al oeste y dos al este. El tambor de la cúpula tiene ventanas al este, sur y oeste. El interior de la parte central de la iglesia tiene ahora rastros de frescos apenas perceptibles. A unos 25 metros al noreste de la iglesia, en una pendiente de terracería, se han descubierto varias celdas de monjes.

### El palacio del obispo y otras estructuras

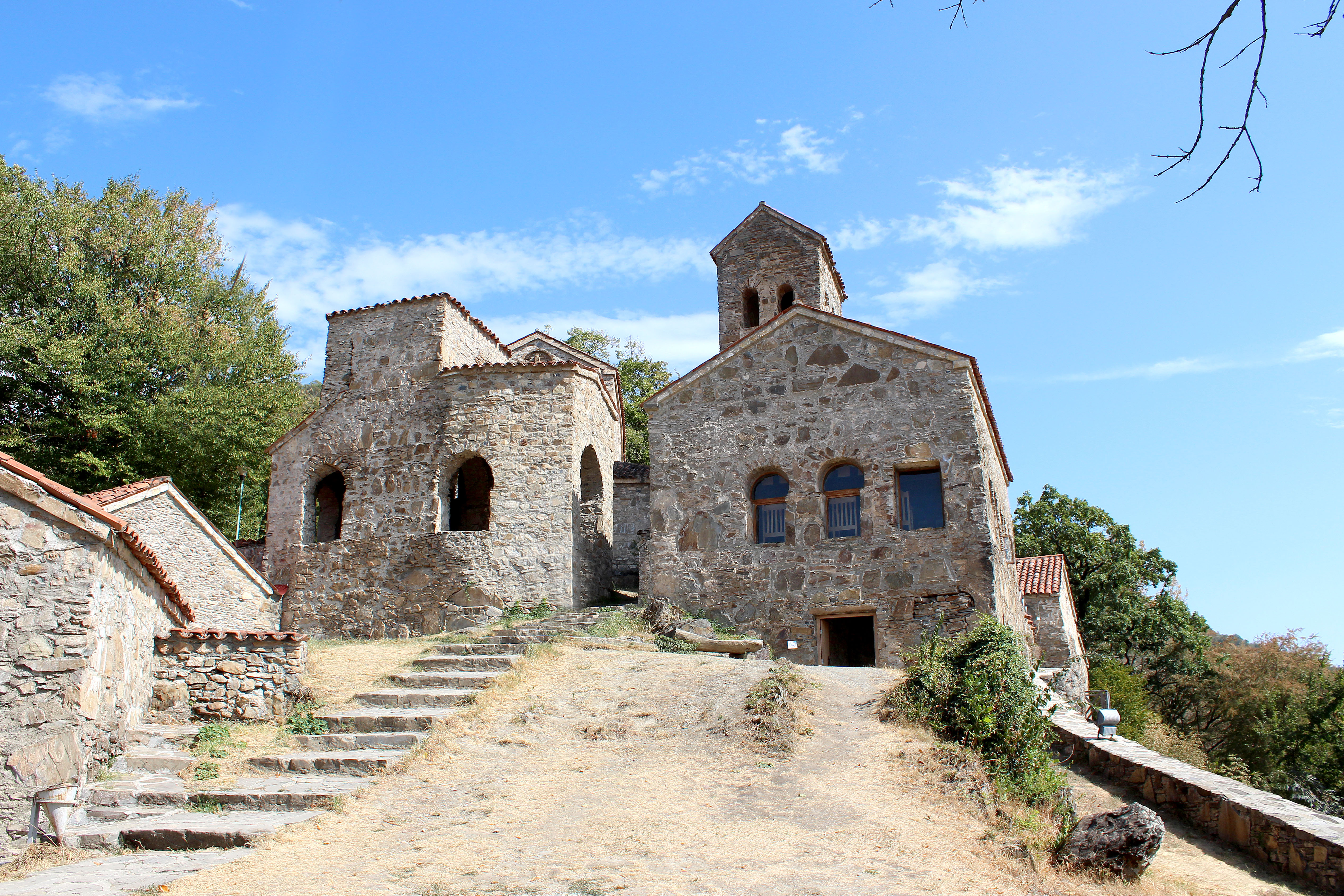
Partes del complejo del monasterio: el palacio del obispo (derecha), la capilla mortuoria (izquierda), el refectorio (izquierda, primer plano) y la torre (derecha, fondo).

El palacio episcopal es un edificio de dos plantas, situado a pocos metros al suroeste de la iglesia del Tránsito. Las ventanas de ambos pisos tienen arcos en forma de herradura bien definidos, un elemento arquitectónico que no se usó en Georgia después del siglo IX y X. Las habitaciones están dispuestas en forma de enfilada. La planta baja está ocupada casi en su totalidad por una bodega, con un gran lagar rectangular de piedra en su parte norte y varias tinajas (kvevri) enterradas bajo tierra. El techo está sostenido por una columna octogonal en el centro. Una escalera de dos tramos conduce a una terraza, que luego continúa hacia la cámara principal del piso superior. El edificio estaba techado con vigas de madera que sostenían tejas de terracota. Al este, el palacio está unido a un edificio abovedado de un piso que se cree que fue un refectorio debido a su ubicación junto a la bodega.
Adyacente al muro norte hay una torre defensiva de tres pisos construida en el siglo XVI. Está edificado sobre una estructura rectangular anterior con depósito de agua y está dotado de troneras. Su planta superior, con aberturas de mayor tamaño, también se utilizó como beffroi.